# Treron oxyurus
Il piccione verde di Sumatra o piccione verde codalunga ventregiallo (Treron oxyurus Temminck, 1823) è un uccello della famiglia dei Columbidi diffuso a Sumatra e nella parte occidentale di Giava.